# Stefanie Pintoff
Pour les articles homonymes, voir Pintoff.
Stefanie Pintoff, est une femme de lettres américaine, auteure de roman policier historique.

## Œuvre

### Romans

#### SérieSimon Ziele
- In the Shadow of Gotham (2009)
- A Curtain Falls (2010)
- Secret of the White Rose (2011)

#### Autre roman
- Hostage Taker (2015)

## Prix et distinctions

### Prix
- Prix Edgar-Allan-Poe 2010 du meilleur premier roman pour In the Shadow of Gotham[1]

### Nominations
- Nomination Prix Agatha 2009 du meilleur premier roman pour In the Shadow of Gotham[2]
- Nomination Prix Anthony 2010 du meilleur premier roman pour In the Shadow of Gotham[3]